# Ahmet C.
Ahmet C. of Ahmed C. (ca. 1959 - tussen juli en oktober 2009) was een Turkse Nederlander die in Duitsland werd veroordeeld tot een levenslange gevangenisstraf. Hij zat zijn straf grotendeels in Nederland uit en kreeg kort voor zijn dood gratie.

## Misdrijf en vonnis
C. schoot in mei 1992 in een restaurant in Frankfurt am Main twee mannen door het hoofd. Waarschijnlijk ging het om een ruzie in het Turkse drugsmilieu over DM 13.000. Hij werd veroordeeld tot levenslang en in 1998 overgeplaatst naar Nederland.

## Gratie
C., die het misdrijf altijd heeft ontkend, vroeg vijf keer om gratie. Zijn laatste verzoek werd bij Koninklijk Besluit van 29 juni 2009 ingewilligd. Minister van Justitie Ernst Hirsch Ballin besloot hiertoe na adviezen van het Openbaar Ministerie en de rechtbank omdat C. stervende was aan longkanker. Hij had in april te horen gekregen dat hij nog drie maanden te leven had. Op 1 oktober 2009 berichtte De Telegraaf dat C. was overleden en in Turkije was begraven.
Levenslanggestraften krijgen in Nederland maar hoogst zelden gratie, al is het beleid dat terminaal zieke veroordeelden worden vrijgelaten. De laatste levenslanggestrafte vóór C. die gratie kreeg was seriemoordenaar Hans van Zon (1941-1998) in 1986.  Op Curaçao werd in april 2014 bij landsbesluit gratie verleend aan de terminaal zieke kindermoordenaar James Murray. Hij overleed in november van datzelfde jaar.